# 冗談関係
冗談関係、あるいは、ジョーキング・リレーションシップ（英: joking relationship, 仏: parenté à plaisanterie）は、個人間あるいは人間集団間の関係を表す文化人類学の用語の一つであり、一方が他方に対して侮辱的な冗談を儀礼的に言う関係を指す概念である。ただし、この冗談はあくまで儀礼的、儀式的なもの（ritualised banter）であり悪意はない。

## ラドクリフ＝ブラウンによる発見と理論化
イギリスの社会人類学者、アルフレッド・ラドクリフ＝ブラウンは、1920年代のアフリカ南部のいくつかの部族社会への参与観察を通して、既婚男性とその配偶者の母親との間で、相手に無礼な文言を含む冗談が儀礼的に交わされることに気付いた。ラドクリフ＝ブラウンは発見を論文 "On joking relationship" にまとめ、専門研究誌 Africa 上で1940年に発表した。ラドクリフ＝ブラウンによると、冗談関係には、義理の親子の間、2つのクランの間、2つのトライブの間といった、緊張や競争関係があったり、あるいは抗争が生じる可能性があったりするような社会的関係を仲立ちし、安定化させる機能があるという。
ラドクリフ＝ブラウンによると、「冗談関係」には、対称型と非対称型を含む少なくとも2つのタイプがある。「非対称型冗談関係」においては、冗談を受ける側は、決して腹を立てないことが社会的に求められる。冗談を言う側がその後も恒常的に冗談を言い続けられるようにするためである。「対称型冗談関係」においては、2者のどちらもが、相手を嘲る冗談を儀礼的に言う。

## 親族や姻族間の冗談関係
冗談関係は世界中で広く見られる関係である。例えば、マダガスカルにも「ジヴァ」（ziva）と呼ばれる冗談関係の慣習がある。
ウガンダのレンドュ語を話す人々は、核家族ごとに異なる住居に住み、子世代の住居に娘の父親（娘の夫から見ると義父）はめったなことがなければ訪問することがないが、母親（娘の夫から見ると義母）はしばしば訪問してもよいとされている。義母が子世代の住居を訪れた際、義母と娘の夫との間でみられる人間関係が「冗談関係」の一例である。義母に対して息子は無礼な振る舞いをするが、これはそのような振る舞いが社会的に許容されているのではなく、そのような振る舞いをするべきと考えられている。
冗談関係と対になる概念が忌避関係である。相手との接触や同席が禁じられ、表敬行動をとることが義務付けられるなど、社会的距離を保つ二者関係を忌避関係という。ラドクリフ＝ブラウンは、冗談関係に「社会的接合」の、忌避関係に「社会的分離」の機能があり、これらが親族や姻族間の二律背反的な葛藤を避ける方法であると考えた。
「冗談関係」と対照的であるのが「交流回避的スピーチ」（Avoidance speech）である。オーストラリアの先住民社会では、2つの人間集団の間で、（母語ならぬ）「義母言語」（mother-in-law language）の使用や「沈黙交流」が行われる場合がある。こうした交流回避的スピーチは、2つの人間集団の交流を最小限にとどめることを目的としていると考えられている。ドナルド・トムソンが1935年に発表した論文によると、緊張関係にある他者と儀礼的冗談を交わすコミュニケーションと、言葉を交わすことを最小限に留めるコミュニケーションの両方を行う社会は珍しくないという。
ケニアのグシイ族の間では、祖父と孫娘、祖母と孫息子がふざけて「私の夫」「私の妻」と呼び合ったり性的な冗談の言葉で呼びかけたりする。また、お互いの家に気ままに出入りし、ベッドで同衾してもよい。祖父母は孫の侮辱的な冗談を好意や愛情の表現として受け取る。このように、親子間（隣接世代）では厳しいタブーになる事項が祖父母-孫間（隔世代）では奨励される傾向がある社会は多い。

## 部族や民族間の冗談関係
フランスの民族誌学者、マルセル・グリオールも、西アフリカには、単なる遊びに過ぎないが、隣接するエトニ間、クラン間、家族間の緊張をガス抜きする作用のあるコミュニケーションがあることを1948年に指摘した。グリオールはこれを「カタルシスのための協調」（alliance cathartique）と呼んだ。
西アフリカにおいては、「冗談関係」に基づく慣習がよく行われている。マリンケ人には sinankunya、ソニンケ人には kalungoraxu、モシ人には rakiré と呼ばれ、コートジボワールでは toukpêという。ハルプラール（トゥクロール人の中でも特に遊牧を行うグループ）では dendiraagal といい、セレール人には kalir もしくは massir と呼ばれ、ウォロフ人には Kal と呼ばれる。
西アフリカにおいて冗談関係は、家族内（血縁上遠い「いとこ」同士）、家族間（例えば、Fall家とDieng家、Niang家、Ndoyene家との間）、クランやトライブやエトニ間に見られる。同関係における一方は他方に対して、脈絡なく侮蔑的な冗談を言う。社会的緊張関係にある二者が、対面状態における言語によるこの種の冗談を交わすことによって、緊張が緩和される。
エトニ間の冗談関係の一例としては、ドゴン人とボゾ人の間や、フルベ人とセレール人の間で慣習がある。クラン間の冗談関係の一例としては、ジャラとトラオレ（Diarra et Traoré）、ンジャエとジョップ（Ndiaye et Diop）といったクラン間で冗談関係がある。例えば、ンジャエに属する一人の人物が、ジョップに属する誰かと道ですれ違ったとする。そのときンジャエはジョップのことを泥棒扱いしたり落花生を食べる奴ら呼ばわりするのであるが、誰もそのことに驚いたりしないどころか、すれ違った当人同士も知らん顔で通り過ぎる。これはいじめが容認されているというわけではない。昔からある滑稽な侮辱の言葉をあえて口に出すことで「二つのクランが競い合っている」という絵を描いているのである。儀礼的な無礼行為は、競争関係を戯画化し、絵空事にする。
ブルキナファソでは、植民地時代以前から冗談関係が受け継がれている。その起源はさまざまであり、モシ人とサモ人の冗談関係のように、戦時の同盟をめぐる対立を通して確立されたものもある。あるいは、定住農耕を営むボボ人と移牧を営むフルベ人の間に見られる冗談関係のように、生業の違いに端を発して、確立していったものもある。ブルキナファソではその他に、ビサ人とグルンジ人（Bisas et Gourounsis）の間にも冗談関係が見られる。儀礼的な侮辱の言葉は生活習慣や食習慣に由来するものが多く、ボボ人はプル人を「家畜で農地を壊す奴ら」、プル人はボボ人を「酒を飲みすぎる奴ら」とする。
冗談関係がブルキナファソにおける民族対立を未然に防いでいるという説は、複数の社会学的研究により裏付けられている。ブルキナファソの社会科学研究所の研究員、アラン・ジョゼフ・シサオ（Alain Joseph Sissao）は、「アフリカの他所の国では民族間の紛争が多くの人命を奪っているが、そのようなところと比較するとブルキナファソの社会が安定していることは疑う余地のない事実である。それは政治によりもたらされたものというよりは、冗談関係、そして協調といった、伝統的な慣習の力によりもたらされたものである」と述べた。

### 起源に関する説
グリオが伝える口承伝統によれば、西アフリカにおける冗談関係の慣習は、スンジャタ・ケイタがマリ帝国を興したとき、スンジャタにより制定されたものであるという。この説においては、スンジャタの生きた時代の西アフリカはトーテミズム社会であり、各クランが何がしかの動植物と結びつくと考えられており、冗談関係はこのようなトーテミズムの名残であるとされる。
実際のところ、冗談関係の起源はそれよりずっと古い時代から存在したであろうことは確実である。しかし、実証が難しい。ナイル峡谷においては、いとこ間で冗談関係の慣習が古代から存在したと見られる。西アフリカの冗談関係の慣習も、このナイル峡谷から伝播したとする説もある。